# Joe Bossano
Joseph John Bossano, mais conhecido como Joe Bossano (Gibraltar, 10 de Junho de 1939) é um político do Partido Socialista do Trabalho de Gibraltar (GSLP: Gibraltar Socialist Labor Party).